# Championnat d'Uruguay de football 1940
Navigation
Édition précédente Édition suivante
La 38e édition du championnat d'Uruguay de football est remportée par le Club Nacional de Football. C’est le sixième titre de champion du club dans l’ère professionnelle, le cinquième consécutif. Le Nacional l’emporte avec dix points d’avance sur le Rampla Juniors Fútbol Club. Montevideo Wanderers Fútbol Club complète le podium. 
Un système de promotion/relégation est en place: Le dernier du championnat rencontre en match de barrage aller/retour le club ayant remporté le championnat Intermedia, la deuxième division uruguayenne. Club Atlético Bella Vista dispute le barrage contre Club Atlético Cerro. Bella Vista se maintient en première division.
Tous les clubs participant au championnat sont basés dans l’agglomération de Montevideo.
Atilio García du Nacional est avec 18 buts le meilleur buteur du championnat pour la troisième année consécutive.

## Les clubs de l'édition 1940
| \| Montevideo: · Defensor · Bella Vista · Central · Wanderers · Nacional · Peñarol · Racing Club · Rampla Juniors · River Plate · Sud América · Liverpool Montevideo \| Localisation des clubs engagés dans le championnat. |
| Montevideo: · Defensor · Bella Vista · Central · Wanderers · Nacional · Peñarol · Racing Club · Rampla Juniors · River Plate · Sud América · Liverpool Montevideo                                                           |

| Club                             | Stade               | Capacité | Ville      |
| -------------------------------- | ------------------- | -------- | ---------- |
| Defensor Sporting Club           | -                   | -        | Montevideo |
| Club Atlético Bella Vista        | Parque José Nasazzi | -        | Montevideo |
| Central Español Fútbol Club      | -                   | -        | Montevideo |
| Liverpool Fútbol Club            | -                   | -        | Montevideo |
| Montevideo Wanderers Fútbol Club | -                   | -        | Montevideo |
| Club Nacional de Football        | -                   | -        | Montevideo |
| Club Atlético Peñarol            | -                   | -        | Montevideo |
| Racing Club de Montevideo        | -                   | -        | Montevideo |
| Rampla Juniors Fútbol Club       | -                   | -        | Montevideo |
| Club Atlético River Plate        | -                   | -        | Montevideo |
| Institución Atlética Sud América | -                   | -        | Montevideo |

## Compétition

### Classement
Le classement est établi sur le barème de points suivant : victoire à 2 points, match nul à 1, défaite à 0.
| Rang | Équipe                           | Pts | J  | G  | N | P  | Bp | Bc | Diff |
| ---- | -------------------------------- | --- | -- | -- | - | -- | -- | -- | ---- |
| 1    | Club Nacional de Football T      | 35  | 20 | 16 | 3 | 1  | 63 | 35 | +28  |
| 2    | Rampla Juniors Fútbol Club       | 25  | 20 | 11 | 3 | 6  | 41 | 29 | +12  |
| 3    | Montevideo Wanderers             | 24  | 20 | 10 | 4 | 6  | 47 | 22 | +25  |
| 4    | Club Atlético Peñarol            | 22  | 20 | 10 | 2 | 8  | 54 | 38 | +16  |
| 5    | Liverpool Fútbol Club            | 19  | 20 | 8  | 3 | 9  | 39 | 39 | 0    |
| 6    | River Plate                      | 19  | 20 | 7  | 5 | 8  | 35 | 39 | -4   |
| 7    | Defensor Sporting Club           | 19  | 20 | 5  | 9 | 6  | 32 | 49 | -17  |
| 8    | Institución Atlética Sud América | 17  | 20 | 6  | 5 | 9  | 31 | 37 | -6   |
| 9    | Racing Montevideo                | 17  | 20 | 7  | 3 | 10 | 31 | 46 | -15  |
| 10   | Central Español Fútbol Club      | 15  | 20 | 3  | 9 | 8  | 26 | 35 | -9   |
| 11   | Club Atlético Bella Vista        | 8   | 20 | 1  | 6 | 13 | 22 | 65 | -43  |

| Légende : Qualifications et relégations | Légende : Qualifications et relégations          |
| --------------------------------------- | ------------------------------------------------ |
|                                         | Champion d’Uruguay                               |
|                                         | Participation au barrage de promotion-relégation |
|                                         | T : Tenant du titre P : Promus                   |

### Barrage pour le maintien
| barrage aller | Club Atlético Cerro | 0-2 | Club Atlético Bella Vista |  |  |
|               |                     |     |                           |  |  |

| barrage retour | Club Atlético Bella Vista | 4-0 | Club Atlético Cerro |  |  |
|                |                           |     |                     |  |  |

Club Atlético Bella Vista conserve sa place en première division. Club Atlético Cerro reste en deuxième division.

## Bilan de la saison
| Championnat d'Uruguay de football 1940 |                                       |
| Champion                               | Club Nacional de Football (15e titre) |
| Promotions et relégations              |                                       |
| Promus en Primera División             | Aucun                                 |
| Relégués en Intermedia                 | Aucun                                 |

## Statistiques

### Meilleur buteur
1. Atilio García (Club Nacional de Football), 18 buts.